# Rossens FR
| FR ist das Kürzel für den Kanton Freiburg in der Schweiz. Es wird verwendet, um Verwechslungen mit anderen Einträgen des Namens Rossens zu vermeiden. |

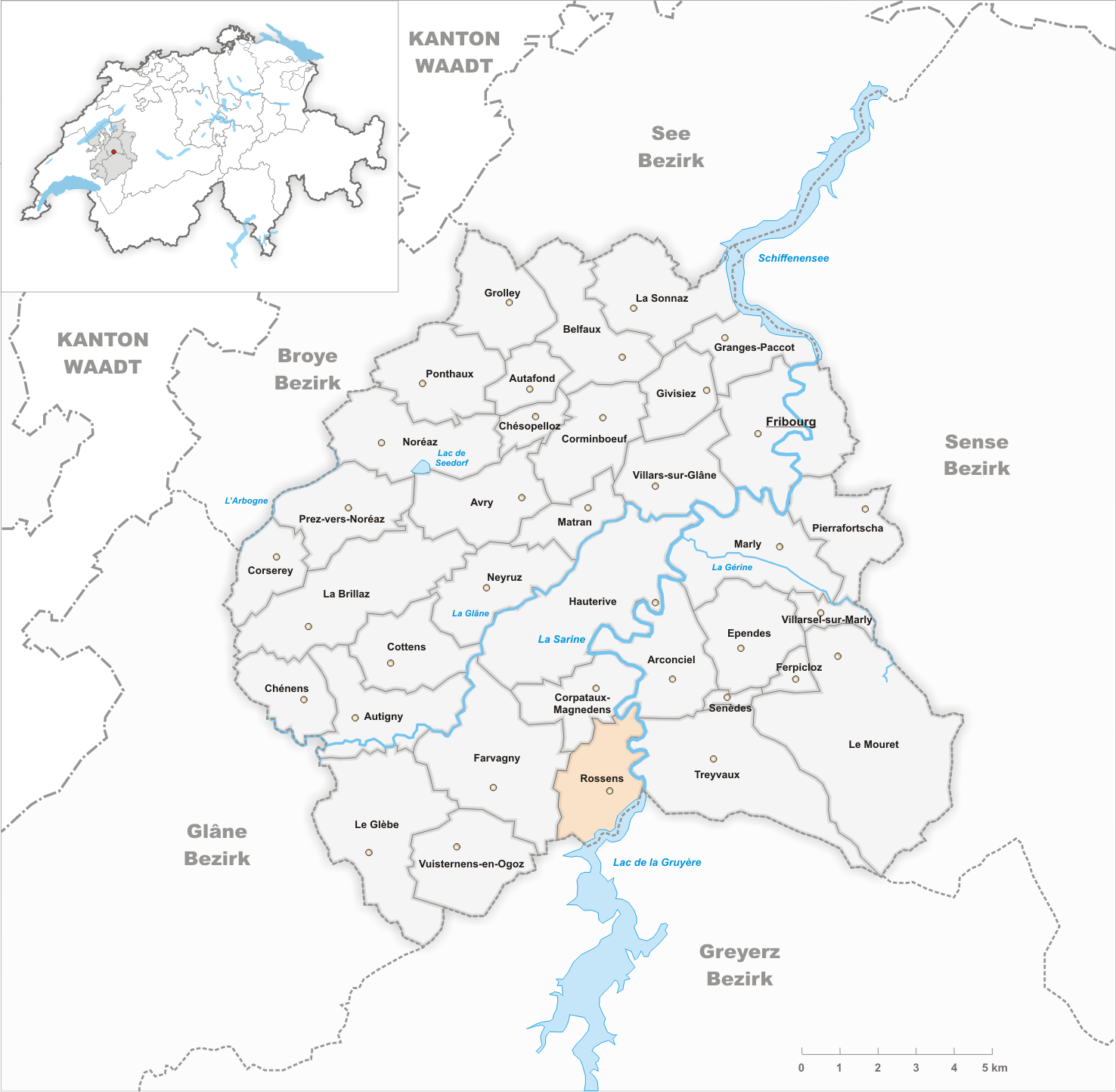
Gemeindestand vor der Fusion am 1. Januar 2016

Rossens (Freiburger Patois Rochinⓘ) war bis am 31. Dezember 2015 eine politische Gemeinde im District de la Sarine (deutsch: Saanebezirk) des Kantons Freiburg in der Schweiz. Der frühere deutsche Name Rossing wird heute nicht mehr verwendet. Am 1. Januar 2016 fusionierte Rossens mit den Gemeinden Corpataux-Magnedens, Farvagny, Le Glèbe und Vuisternens-en-Ogoz zur neuen Gemeinde Gibloux.

## Geographie

Luftbild (1964)

Rossens liegt auf 708 m ü. M., zehn Kilometer südsüdwestlich der Kantonshauptstadt Freiburg (Luftlinie). Das Dorf erstreckt sich auf einem Hochplateau westlich des Saanegrabens, im Molassehügelland des Freiburger Mittellandes.
Die Fläche des 5,1 km² grossen ehemaligen Gemeindegebiets umfasst einen Abschnitt der Molassehöhen zwischen den Tälern der Glâne im Westen und der Saane im Osten. Die östliche Grenze bildet der hier stark mäandrierende Flusslauf der Saane, die tief in die Molasseschichten eingeschnitten ist. Der rund 200 m breite flache Talboden ist überwiegend bewaldet. Daran schliesst sich ein über weite Strecken von Sandsteinfelsen durchzogener bis zu 100 m hoher Steilhang an, der weiter nach Westen in eine leicht gewellte Hochfläche übergeht. Diese wird teils von Wies- und Ackerland, teils von Wäldern (Le Chaney, 722 m ü. M.) eingenommen.
Im Südosten hat Rossens einen kleinen Anteil an der Seefläche des Stausees Lac de la Gruyère, der hier ebenfalls steile Uferpartien besitzt. Nach Südwesten erstreckt sich der Gemeindeboden auf die Höhe Bibou am Nordostfuss des Gibloux. Hier wird mit 761 m ü. M. der höchste Punkt von Rossens erreicht. Von der Gemeindefläche entfielen 1997 16 % auf Siedlungen, 34 % auf Wald und Gehölze, 49 % auf Landwirtschaft, und etwas mehr als 1 % war unproduktives Land.
Zu Rossens gehören der Weiler Montet (707 m ü. M.) am Nordrand des Dorfes, das Gehöft Illens (693 m ü. M.) auf dem Plateau über dem Steilabfall zum Saanetal sowie verschiedene Einzelhöfe. Nachbargemeinden von Rossens waren Corpataux-Magnedens, Arconciel, Treyvaux, Pont-la-Ville, Pont-en-Ogoz und Farvagny.

## Bevölkerung
Mit 1335 Einwohnern (Stand 31. Dezember 2015) gehörte Rossens zu den mittelgrossen Gemeinden des Kantons Freiburg. Von den Bewohnern sind 90,8 % französischsprachig, 5,7 % deutschsprachig, und 1,2 % sprechen Portugiesisch (Stand 2000). Die Bevölkerungszahl von Rossens belief sich 1870 auf 372 Einwohner, 1900 auf 381 Einwohner. Im Verlauf des 20. Jahrhunderts pendelte die Bevölkerungszahl im Bereich zwischen 330 und 410 Einwohnern. Seit 1970 (399 Einwohner) wurde ein markantes Bevölkerungswachstum verbunden mit einer Verdreifachung der Einwohnerzahl innerhalb von 40 Jahren verzeichnet.
Einwohnerzahlen: Volkszählungsdaten

## Wirtschaft
Rossens war bis in die zweite Hälfte des 20. Jahrhunderts ein vorwiegend durch die Landwirtschaft geprägtes Dorf. Heute haben der Ackerbau, der Obstbau, die Milchwirtschaft und die Viehzucht jedoch nur noch einen geringen Stellenwert in der Erwerbsstruktur der Bevölkerung.
Weitere Arbeitsplätze sind im lokalen Kleingewerbe und im Dienstleistungssektor vorhanden. Infolge der guten Verkehrsanbindung entstand seit den 1970er-Jahren eine Gewerbezone. In Rossens sind heute Betriebe der Elektrobranche, der Telekommunikation, des Baus von Klimaanlagen, der Uhrenindustrie, der Informatik und der Feinmechanik vertreten. In den letzten Jahrzehnten hat sich das Dorf auch zu einer Wohngemeinde entwickelt. Viele Erwerbstätige sind deshalb Wegpendler, die hauptsächlich in den Regionen Freiburg und Bulle arbeiten.

## Verkehr
Die ehemalige Gemeinde ist verkehrsmässig sehr gut erschlossen. Sie liegt an einer Verbindungsstrasse von Farvagny nach La Roche. Der nächste Anschluss an die 1981 eröffnete Autobahn A12 (Bern-Vevey) befindet sich rund 1,5 km vom Ortskern entfernt. Durch die Buslinien der Transports publics Fribourgeois, die von Freiburg aus nach Bulle bzw. nach Rueyres-Saint-Laurent verkehren, ist Rossens an das Netz des öffentlichen Verkehrs angebunden.

## Geschichte
Die erste urkundliche Erwähnung des Ortes erfolgte 1162 bereits unter dem heutigen Namen; von 1668 ist die Bezeichnung Rossin überliefert. Der Ortsname geht auf den burgundischen Personennamen Rauso oder Rotzo zurück und bedeutet mit dem Suffix -ens so viel wie bei den Leuten des Rauso/Rotzo.
Seit dem 12. Jahrhundert gehörte Rossens zur Herrschaft Pont. Mit dieser kam das Dorf 1483 unter die Herrschaft von Freiburg und wurde der Vogtei Pont-Farvagny zugeordnet. Nach dem Zusammenbruch des Ancien Régime (1798) gehörte Rossens während der Helvetik zum Bezirk Freiburg und ab 1803 zum Bezirk Farvagny, bevor es 1848 mit der neuen Kantonsverfassung in den Saanebezirk eingegliedert wurde. Mit Wirkung auf den 1. Januar 1972 wurde das vorher eine selbständige Gemeinde bildende Illens nach Rossens eingemeindet.

## Sehenswürdigkeiten
Nachdem Rossens 1870 eine eigenständige Pfarrei geworden war (vorher zu Farvagny gehörig), wurde 1874 die neue Pfarrkirche Saint-Joseph erbaut. Auf einem von der Saane umflossenen Felsvorsprung stehen die Ruinen des Schlosses von Illens, das aus dem 13. Jahrhundert stammt.

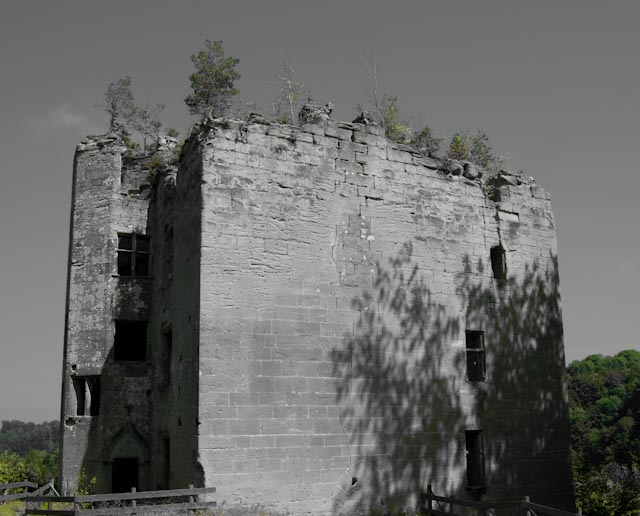
Ruine Illens
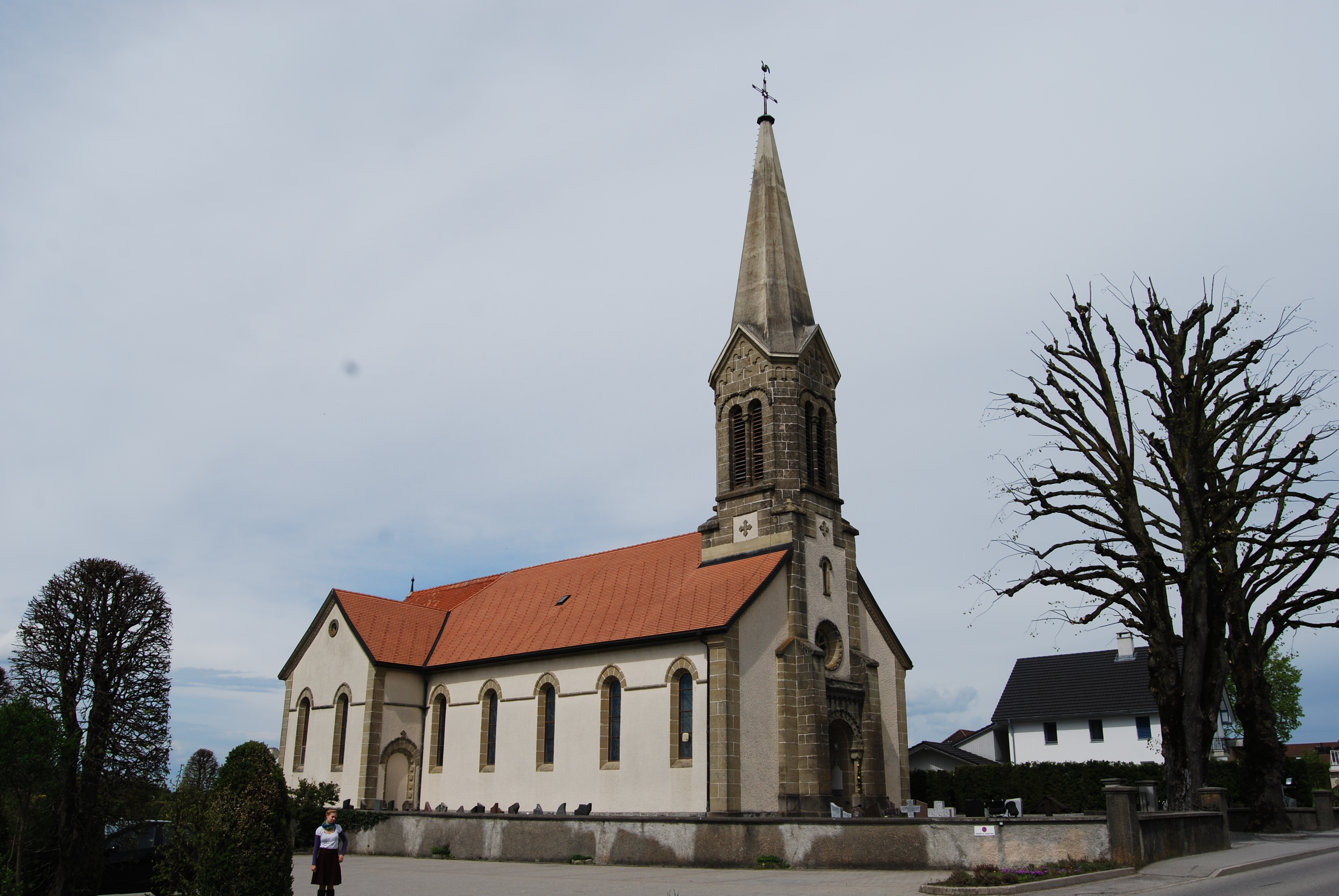
Kirche von Rossens
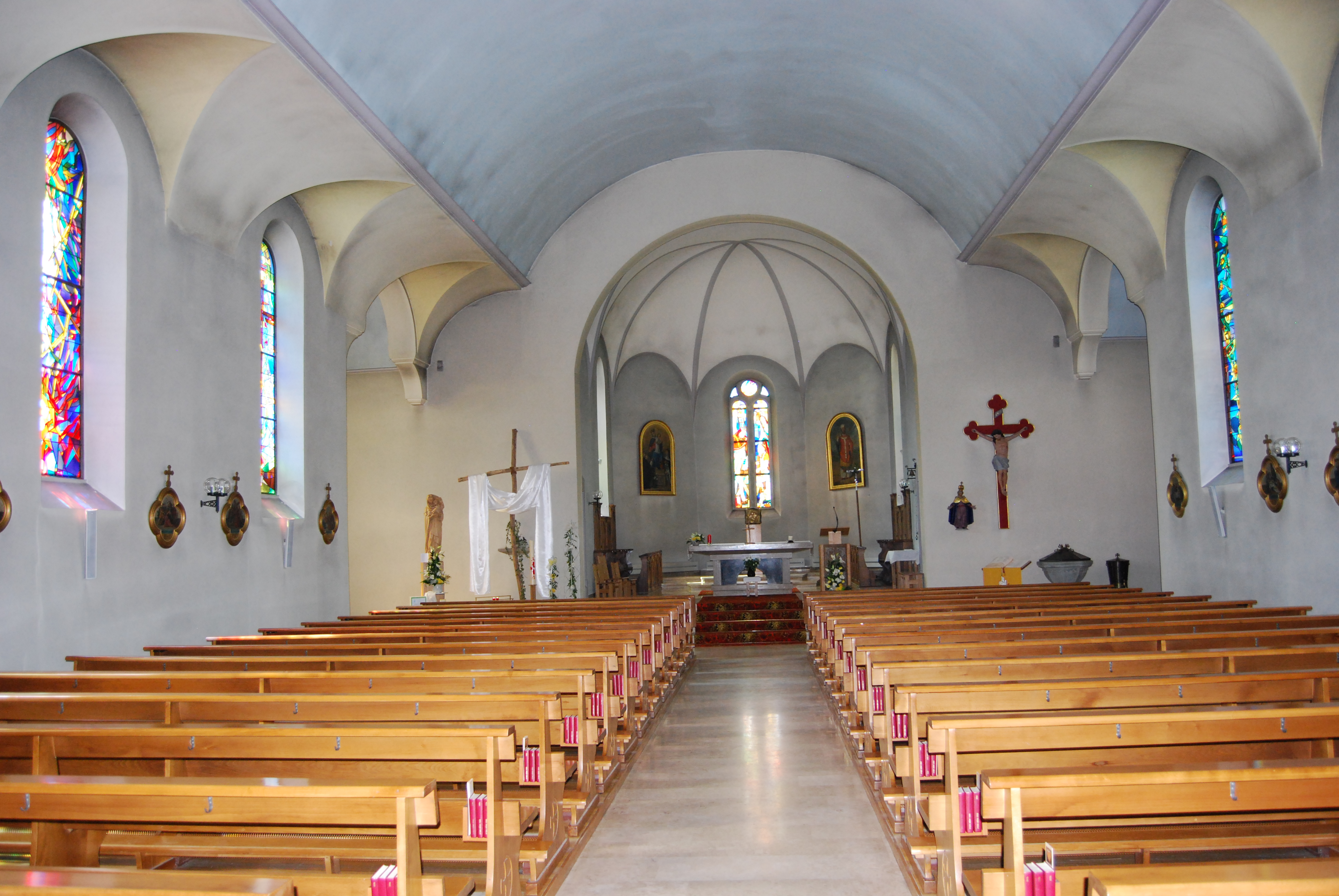
Innenansicht der Kirche